# Паулу Тиагу
У этого человека португальская фамилия; здесь Аленкар — фамилия матери, а Антунис — фамилия отца.
Па́улу Тиа́гу Аленка́р Анту́нис (порт.-браз. Paulo Thiago Alencar Antunes; род. 25 января 1981, Бразилиа) — бразильский боец смешанного стиля, представитель средней и полусредней весовых категорий. Выступает на профессиональном уровне начиная с 2005 года, известен по участию в турнирах таких бойцовских организаций как UFC, Jungle Fight, KSW и др.

## Биография
Паулу Тиагу родился 25 января 1981 года в городе Бразилиа. С пятилетнего возраста серьёзно занимался дзюдо, позже также освоил бразильское джиу-джитсу — в обеих этих дисциплинах удостоился чёрного пояса.

### Начало профессиональной карьеры
Дебютировал в смешанных единоборствах на профессиональном уровне в июле 2005 года на турнире Storm Samurai, выиграв у своего соперника сдачей с помощью удушающего приёма «треугольник». Год спустя принял участие в Гран-при Планалтины, где за один вечер победил сразу троих соперников. Дрался в различных небольших промоушенах Бразилии, после чего в 2008 году присоединился к крупной бразильской организации Jungle Fight. Здесь так же имел успех, одержал победу на четырёх турнирах, в том числе взял верх над известным тунисским дзюдоистом Ферридом Хедером.

### Ultimate Fighting Championship
Имея в послужном списке десять побед и ни одного поражения, в 2009 году Паулу Тиагу привлёк к себе внимание крупнейшей бойцовской организации мира Ultimate Fighting Championship и подписал с ней контракт (контракт был рассчитан всего на один бой, что нетипично для UFC). В этом бою он встретился с довольно сильным бойцом Джошем Косчеком и неожиданно для большинства экспертов нокаутировал его в первом же раунде. Комментатор Джо Роган отмечал во время боя, что удары Паулу Туагу выглядят менее значимыми по сравнению с ударами Косчека, однако бразильцу удалось комбинацией из правого апперкота и левого бокового удара отправить соперника на канвас. Рефери не позволил добить лежащего бойца и остановил бой, при этом поднявшийся Косчек был не согласен с этим решением, заявляя, что он всё время находился в сознании и мог себя защищать. На показанном позже повторе стало отчётливо видно, как глаза американца закатились во время падения, и остановка была полностью оправданной. На последовавшей пресс-конференции президент UFC Дэйна Уайт подтвердил, что Паулу Тиагу получит бонус за лучший нокаут вечера.
В следующем поединке бразилец вышел в октагон против Джона Фитча, бывшего претендента на чемпионский титул и одноклубника Джоша Косчека. Это был первый бой Паулу Тиагу на территории США, и он проиграл его единогласным решением судей. Затем последовали две победы, по очкам над Джейкобом Волкманном и сдачей над Майком Суиком — в поединке со Суиком он применил довольно редкий удушающий приём д’Арсе, который был признан лучшим приёмом вечера. Помимо этого, в 2010 году единогласным судейским решением уступил Мартину Кампманну и Диего Санчесу. В поединке с Санчесом он имел преимущество в первом раунде, но во втором выдохся, и американец за счёт хорошей выносливости и своих борцовских навыков переломил ход боя — в итоге оба бойца удостоились награды за лучший бой вечера. Вскоре после этого поединка Паулу Тиагу подписал новый контракт с организацией, рассчитанный ещё на четыре выступления.
На 2011 год планировался бой против Джони Хендрикса, но из-за травмы локтя бразилец вынужден был сняться с этого турнира. Позже он встретился с Дэвидом Митчеллом, доминировал над ним все три раунда и выиграл единогласным решением.
В период 2012—2014 годов его карьера в UFC складывалась откровенно неудачно — из шести проведённых боёв он выиграл только один. Афганец Сияр Бахадурзада нокаутировал Паулу Тиагу уже на 42 секунде первого раунда, и это было первое досрочное поражение в биографии бразильца. В дальнейшем последовали поражения от Ким Дон Хёна, Брэндона Тэтча, Гасана Умалатова и Шона Спенсера. Единственную победу одержал по очкам над новичком организации Мишелом Празерисом.

### Поздняя карьера
После увольнения из UFC с 2016 года Паулу Тиагу выступал в различных менее престижных промоушенах в Бразилии, таких как Thunder Fight, The Warriors Combat, Fight2Night. В октябре 2017 года провёл один бой в польской организации KSW, проиграв техническим нокаутом местному бойцу Михалу Матерле.

## Статистика в профессиональном ММА
| Боёв 28  | Побед 18 | Поражений 10 |
| -------- | -------- | ------------ |
| Нокаутом | 2        | 2            |
| Сдачей   | 10       | 1            |
| Решением | 6        | 7            |

| Результат | Рекорд | Соперник               | Способ                              | Турнир                                                     | Дата             | Раунд | Время | Место                    | Примечание                                          |
| --------- | ------ | ---------------------- | ----------------------------------- | ---------------------------------------------------------- | ---------------- | ----- | ----- | ------------------------ | --------------------------------------------------- |
| Поражение | 18-10  | Михал Матерла          | TKO (удары руками)                  | KSW 40: Dublin                                             | 22 октября 2017  | 2     | 0:50  | Дублин, Ирландия         |                                                     |
| Победа    | 18-9   | Файкал Хусин           | Сдача (рычаг локтя)                 | Fight2Night 2                                              | 28 апреля 2017   | 1     | 3:11  | Фос-ду-Игуасу, Бразилия  |                                                     |
| Победа    | 17-9   | Шейк Кони              | Сдача (удушение сзади)              | Fight2Night 1                                              | 4 ноября 2016    | 3     | 4:16  | Рио-де-Жанейро, Бразилия | Бой в среднем весе.                                 |
| Победа    | 16-9   | Паулистенью Роша       | Единогласное решение                | The Warriors Combat 3                                      | 13 августа 2016  | 3     | 5:00  | Бразилиа, Бразилия       | Бой в полусреднем весе.                             |
| Поражение | 15-9   | Маркус Перес Эшеймберг | Раздельное решение                  | Thunder Fight 7                                            | 25 июня 2016     | 5     | 5:00  | Сан-Паулу, Бразилия      | Бой за титул чемпиона Thunder Fight в среднем весе. |
| Поражение | 15-8   | Шон Спенсер            | Единогласное решение                | UFC Fight Night: Bigfoot vs. Arlovski                      | 13 сентября 2014 | 3     | 5:00  | Бразилиа, Бразилия       |                                                     |
| Поражение | 15-7   | Гасан Умалатов         | Единогласное решение                | The Ultimate Fighter Brazil 3 Finale: Miocic vs. Maldonado | 31 мая 2014      | 3     | 5:00  | Сан-Паулу, Бразилия      |                                                     |
| Поражение | 15-6   | Брэндон Тэтч           | Сдача (коленом в корпус)            | UFC Fight Night: Belfort vs. Henderson                     | 9 ноября 2013    | 1     | 2:10  | Гояния, Бразилия         |                                                     |
| Победа    | 15-5   | Мишел Празерис         | Единогласное решение                | UFC on FX: Belfort vs. Rockhold                            | 18 мая 2013      | 3     | 5:00  | Жарагуа-ду-Сул, Бразилия |                                                     |
| Поражение | 14-5   | Ким Дон Хён            | Единогласное решение                | UFC on Fuel TV: Franklin vs. Le                            | 10 ноября 2012   | 3     | 5:00  | Макао, Китай             |                                                     |
| Поражение | 14-4   | Сияр Бахадурзада       | KO (удары руками)                   | UFC on Fuel TV: Gustafsson vs. Silva                       | 14 апреля 2012   | 1     | 0:42  | Стокгольм, Швеция        |                                                     |
| Победа    | 14-3   | Дэвид Митчелл          | Единогласное решение                | UFC 134                                                    | 27 августа 2011  | 3     | 5:00  | Рио-де-Жанейро, Бразилия |                                                     |
| Поражение | 13-3   | Диего Санчес           | Единогласное решение                | UFC 121                                                    | 23 октября 2010  | 3     | 5:00  | Анахайм, США             | Лучший бой вечера.                                  |
| Поражение | 13-2   | Мартин Кампманн        | Единогласное решение                | UFC 115                                                    | 12 июня 2010     | 3     | 5:00  | Ванкувер, Канада         |                                                     |
| Победа    | 13-1   | Майк Суик              | Техническая сдача (удушение д’Арсе) | UFC 109                                                    | 6 февраля 2010   | 2     | 1:54  | Лас-Вегас, США           | Лучший приём вечера.                                |
| Победа    | 12-1   | Джейкоб Волкманн       | Единогласное решение                | UFC 106                                                    | 21 ноября 2009   | 3     | 5:00  | Лас-Вегас, США           |                                                     |
| Поражение | 11-1   | Джон Фитч              | Единогласное решение                | UFC 100                                                    | 11 июля 2009     | 3     | 5:00  | Лас-Вегас, США           |                                                     |
| Победа    | 11-0   | Джош Косчек            | KO (удары руками)                   | UFC 95                                                     | 21 февраля 2009  | 1     | 3:29  | Лондон, Англия           | Лучший нокаут вечера.                               |
| Победа    | 10-0   | Луис Дутра Жуниор      | TKO (травма колена)                 | Jungle Fight 11                                            | 13 сентября 2008 | 1     | 0:40  | Рио-де-Жанейро, Бразилия |                                                     |
| Победа    | 9-0    | Феррид Хедер           | Единогласное решение                | Jungle Fight 10                                            | 12 июля 2008     | 3     | 5:00  | Рио-де-Жанейро, Бразилия |                                                     |
| Победа    | 8-0    | Паулу Кавера           | Сдача (треугольник руками)          | Jungle Fight 9                                             | 31 мая 2008      | 1     | N/A   | Рио-де-Жанейро, Бразилия |                                                     |
| Победа    | 7-0    | Леонарду Пеканья       | Единогласное решение                | Jungle Fight 8                                             | 6 апреля 2008    | 3     | 5:00  | Рио-де-Жанейро, Бразилия |                                                     |
| Победа    | 6-0    | Фернанду Беттега       | Сдача (треугольник руками)          | Capital Fight 1                                            | 14 декабря 2007  | 1     | 2:02  | Бразилиа, Бразилия       |                                                     |
| Победа    | 5-0    | Франклин Карели        | Сдача (удушение сзади)              | Conquista Fight 3                                          | 12 мая 2007      | 2     | 0:37  | Рио-де-Жанейро, Бразилия |                                                     |
| Победа    | 4-0    | Игор Маус              | Сдача (анаконда)                    | Grand Prix Planaltina                                      | 13 октября 2006  | 1     | 1:06  | Планалтина, Бразилия     |                                                     |
| Победа    | 3-0    | Диегу Алмейда          | Сдача (гильотина)                   | Grand Prix Planaltina                                      | 13 октября 2006  | 3     | 1:21  | Планалтина, Бразилия     |                                                     |
| Победа    | 2-0    | Маркони Безерра        | Сдача (треугольник руками)          | Grand Prix Planaltina                                      | 13 октября 2006  | 3     | 1:31  | Планалтина, Бразилия     |                                                     |
| Победа    | 1-0    | Рикарду Петрусиу       | Сдача (треугольник)                 | Storm Samurai 8                                            | 2 июля 2005      | 3     | 1:36  | Рио-де-Жанейро, Бразилия |                                                     |

## Награды
- Офицер ордена Риу-Бранку (12 апреля 2006 года)[5]